# Станіслав зі Щепанова
Не варто плутати із польським юристом Станиславом Щепановським. Про іншого Святого Станіслава див. Святий Станіслав (Костка).
Станіслав зі Щепано́ва або Станісла́в Щепано́вський (пол. Stanisław ze Szczepanowa; 26 липня 1030, Щепанув — 11 квітня 1079, Краків, Польща)  — краківський єпископ, один із впливових церковних діячів Польщі, убитий власноруч польським королем Болеславом II Сміливим. Станіслава Щепановського було канонізовано 17 вересня 1253 року папою Іннокентієм IV. Святий Станіслав вважається покровителем Польщі. Також Святий Станіслав — покровитель кількох українських міст.

## Біографія
Згідно традиції, Станіслав народився в Щепанові, селі в Малопольщі, єдиним сином в шляхетській родині благочестивих Велислава та Богни. Він здобув освіту в кафедральній школі в Гнєзно (тоді столиця Польщі), а пізніше, за різними даними, у Парижі чи Льєжі. Повернувшись до Польщі, Станіслав був висвячений на священика Ламбертом II Сулою, єпископом Кракова. Згодом його призначили пастором Чембоча поблизу Кракова, каноніком і проповідником собору, а згодом генеральним вікарієм.
Після смерті єпископа Ламберта, в 1070 році Станіслав був обраний його наступником, але прийняв посаду лише за прямим наказом папи Олександра II у 1072 році. Станіслав був одним із перших місцевих польських єпископів. Він також став радником короля і мав певний вплив на польську політику. На посаді єпископа Станіслав дбав про вірних церкви, захищаючи їхні права, підтримував розвиток на території Польщі бенедиктинських монастирів, завдяки яким в країні укріплювалося християнство, а для єпископства придбав окреме село Петровин (за легендою, для цього мусив воскресити померлого власника села). Доклав зусиль, аби наново сформувати Гнєзненську митрополію й таким чином не дати нав'язати першості німецької Магдебурзької митрополії над польськими.

## Суперечки з королем
Єпископ Станіслав сміливо вступав у суперечки з польським королем Болеславом ІІ Сміливим, який через військові походи часто був відсутній в країні і мало піклувався про внутрішні справи у державі. Найбільш суттєвий конфлікт із королем Болеславом виник після тривалих походів в Київську Русь, що двічі увінчались захопленням Києва, коли втомлені воїни дезертирували та йшли додому, стривожені новинами про те, що залишені вдома наглядачі заволоділи їхніми маєтками та дружинами. За словами Вінцентія Кадлубека, король дуже жорстоко покарав невірних дружин вояків, і його за це критикував єпископ Станіслав. Однак Ян Длугош пише, що єпископ насправді критикував короля за його власну сексуальну аморальність. Галл Анонім у своєму лаконічному викладі лише засудив і «єпископа-зрадника» і жорстокого короля.
Якою б не була фактична причина конфлікту між ними, результатом було те, що єпископ Станіслав відлучив короля Болеслава, зокрема заборонив канонікам Краківського собору проводити літургію у випадку, якщо на ній присутній Болеслав. Відлучення допомогло політичним опонентам короля, що бунтували проти нього і король звинуватив єпископа Станіслава у зраді та без проведення суду присудив до страти. Він наказав убити єпископа під час меси в Краківському соборі, а оскільки ніхто з його оточення не наважився зробити цього, Болеслав власноруч заколов єпископа Станіслава прямо біля вівтаря.За іронією долі Болеслав II визнаний святим у Польській православній церкві[джерело не вказане 1097 днів].

## Вшанування пам'яті
- На його честь було назване місто Станиславів (Stanisławów, сучасний Івано-Франківськ). Насправді, місто Станіславів (сучасний Івано-Франківськ), названо на честь сина Станіслава, засновника міста Андрія Потоцького
- На його честь названа Вулиця Святого Станіслава у місті Станиславів.

## Канонізація
Станіслава Щепановського було канонізовано 17 вересня 1253 року папою Іннокентієм IV. Святий Станіслав вважається покровителем Польщі. На думку Папи Івана Павла ІІ, св. Станіслав є також покровителем морального ладу в Польщі. Святий Станіслав є також покровитель таких українських міст, селищ і сіл: Станиславів, Бориспіль, Куликів, Липівка, Барок.
При зображенні Святого Станіслава до його атрибутів відносяться пасторал, орел, пальмова гілка і меч, а також воскреслий власник села Петровин.

## Галерея зображень

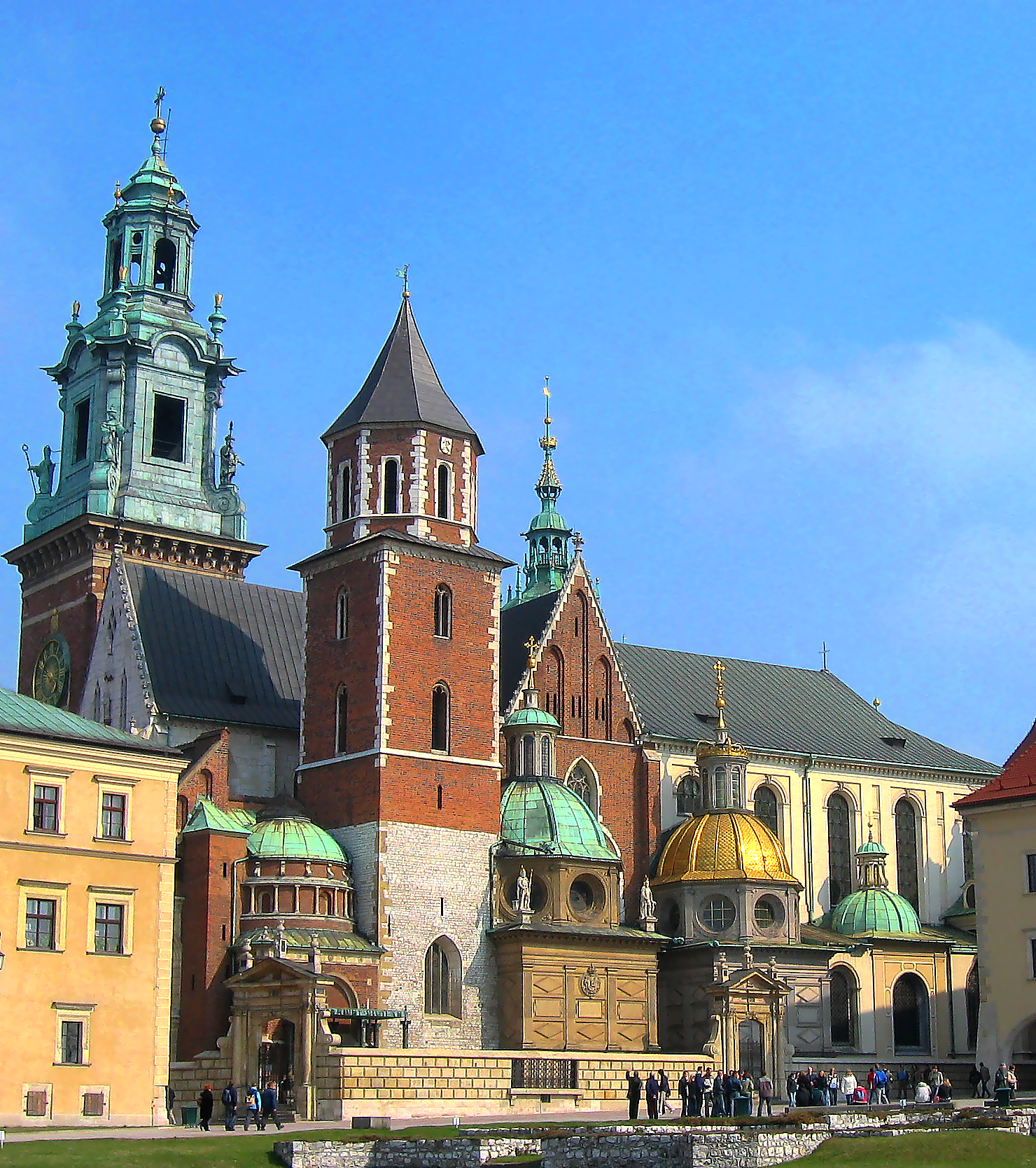
Собор святих Станіслава і Вацлава
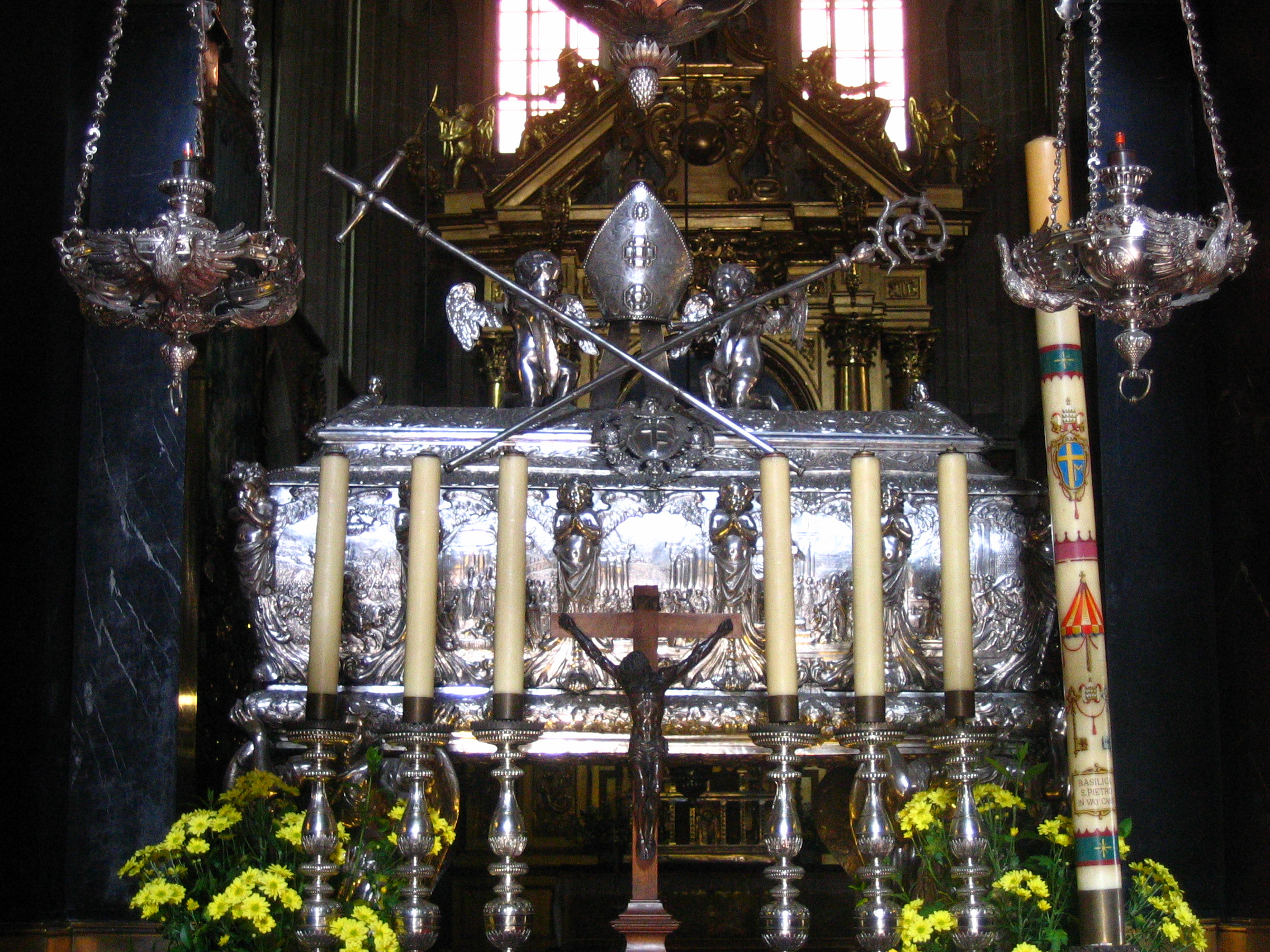
Саркофаг Св.Станіслава
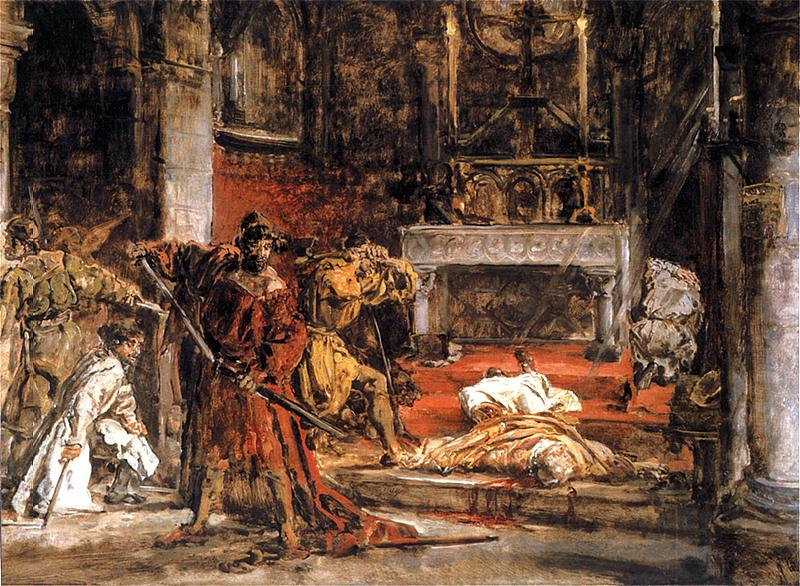
Ян Матейко. «Убивство Св.Станіслава» (1892)
Герб Жґова

Зображення Святого Станіслава виступає також у гербах деяких українських містечок — зокрема Барка (герб наданий королем Сигізмундом ІІІ 21 березня 1615 року) і Куликова (герб наданий королем Яном ІІІ Собєським 1 січня 1690 року).